# Vlotvarenfamilie
De vlotvarenfamilie (Salviniaceae) is een familie van kleine, drijvende aquatische varens, die vooral in tropische gebieden voorkomen.
De familie heeft in België en Nederland één inheems vertegenwoordiger, de kleine vlotvaren (Salvinia natans), en drie geïntroduceerde soorten.

## Naamgeving enetymologie
- Synoniem: Azollaceae Wettstein (1903)
- Engels: Floating ferns, Mosquito ferns
- Duits: Schwimmfarne

De familie Salviniaceae is vernoemd naar het geslacht Salvinia.

## Kenmerken
Salviniaceae zijn drijvende waterplanten zonder (Azolla) of met (Salvinia) wortels. De stengel is een dichotoom vertakte stengel met een primitieve protostele: een stele opgebouwd uit slechts één enkele, concentrische vaatbundel. De blaadjes zijn alternerend ingeplant, zittend, klein tot zeer klein (van 1 tot 25 mm lang), rond tot ovaal en gaafrandig. De bladnerven zijn dichotoom vertakt en vrijliggend (Azolla) of anastomoserend, aan de tip met elkaar verbonden (Salvinia).
De sporen worden geproduceerd in sporendoosjes of sporangia in gesteelde, ronde of langwerpige sporocarpen, die ontspringen aan de basis van de blaadjes. Salviniaceae zijn heterospoor, ze produceren twee soorten sporen in twee verschillende soorten sporocarpen. De macrosporocarpen dragen één of enkele megasporangia met telkens één grote (vrouwelijke) macrospore, de microsporocarpen dragen vele microsporangia met telkens 64 kleinere (mannelijke) microsporen.
Beide soorten sporen zijn drievoudig bolvormig. De mannelijke en vrouwelijke gametofyten ontwikkelen zich endospoor, binnenin de spore, maar breken bij rijpheid door de sporewand. De vrouwelijke gametofyten drijven dan aan het wateroppervlak met de archegonia naar beneden gericht; de mannelijke blijven bevestigd aan de wand van het sporangium.

## Habitaten verspreiding
De familie omvat uitsluitend drijvende aquatische planten die voorkomen in vooral ondiep, stilstaand of traagstromend zoet water. Ze kent een bijna wereldwijde verspreiding, maar komt vooral in subtropische en tropische streken voor.
Er is slechts één soort van nature inheems in Europa, de kleine vlotvaren (Salvinia natans), die ook een enkele maal in België en Nederland is aangetroffen. Drie andere soorten zijn geïntroduceerd en worden ook steeds algemener, vooral de grote kroosvaren (Azolla filiculoides), en verder de kleine kroosvaren (Azolla cristata) en de grote vlotvaren (Salvinia molesta).

## Taxonomie
In de recente taxonomische beschrijving van Smith et al. (2006) zijn de Salviniaceae samen met de pilvarens (Marsileaceae) in de orde Salviniales geplaatst, die samen met het grootste deel van de varens de klasse Polypodiopsida vormen.
Volgens diezelfde auteurs omvat de familie twee recente geslachten en ongeveer 20 soorten. Daarbij worden ook de leden van de voormalige familie Azollaceae hierin opgenomen. De Salviniaceae vormen in deze samenstelling een monofyletische groep. Daarnaast telt de groep nog een aantal uitgestorven soorten.
- Familie: Salviniaceae (Vlotvarenfamilie) (incl. Azollaceae)
  - Geslachten:
    - Azolla (Kroosvaren)
    - Salvinia (Vlotvaren)

### Beschreven soorten
Van de vlotvarenfamilie worden de volgende soorten in detail beschreven:
- Azolla cristata (Kleine kroosvaren)
- Azolla filiculoides (Grote kroosvaren)
- Salvinia molesta (Grote vlotvaren)
- Salvinia natans (Kleine vlotvaren)